# Solar Gambling
Solar Gambling je sólové studiové album hudebníka Omara Rodrígueze-Lópeze. Vydalo jej dne 1. prosince 2009 hudební vydavatelství Rodriguez Lopez Productions. Na albu zpívá mexická zpěvačka Ximena Sariñana, Lópezova přítelkyně.

## Seznam skladeb
| Pořadí | Název                         | Délka |
| ------ | ----------------------------- | ----- |
| 1.     | Locomoción Capilar            | 3:22  |
| 2.     | Las Flores Con Limón          | 5:39  |
| 3.     | Colmillo Castrado             | 2:27  |
| 4.     | Un Buitre Amable Me Pico      | 3:08  |
| 5.     | Poincaré                      | 2:23  |
| 6.     | Los Tentáculos de la Libélula | 2:17  |
| 7.     | Miel del Ojo                  | 6:00  |
| 8.     | Lorentz                       | 3:36  |
| 9.     | Vasco da Gama                 | 5:22  |

## Obsazení
- Ximena Sariñana Rivera – zpěv
- Omar Rodríguez-López – kytary, baskytara, klávesy, klavír
- Marcel Rodriguez-Lopez – syntezátory, klavír
- Deantoni Parks – bicí
- Oscar „Chucho“ Perez – bicí